# Tueries et massacres de la guerre israélo-arabe de 1948
Les tueries et massacres de la guerre israélo-arabe de 1948 font référence aux meurtres de civils ou de soldats désarmés, palestiniens et israéliens, qui se produisirent entre décembre 1947 et janvier 1949 durant la Première Guerre israélo-arabe.
La guerre causa la mort d’environ 20 000 personnes, civils et militaires dont environ 12 000 Arabes, soit environ 2 % de la population de la Palestine. Sur ces 12 000 victimes, plusieurs dizaines de Juifs et probablement plusieurs milliers d'Arabes perdirent la vie lors de massacres.

## Événements

### Contexte
Après une trentaine d’années de conflit nationaliste en Palestine mandataire entre Arabes palestiniens et Juifs sionistes et tandis qu’aucun accord ne peut être trouvé entre les parties, les Britanniques décident en février 1947 de remettre à l'ONU le mandat qui leur a été donné pour administrer le pays.
À la suite de cette décision, le 29 novembre 1947, l’Assemblée générale des Nations unies vote le Plan de partage de la Palestine alors sous mandat britannique.
Le vote est immédiatement suivi d’une flambée de violence où les Arabes palestiniens, soutenus par l’Armée de libération arabe, et les Juifs palestiniens s’affrontent tandis que les Britanniques cessent de maintenir l'ordre.
Le 15 mai 1948, une guerre régulière succéda à la guerre civile quand la Jordanie, l’Égypte, la Syrie et l’Irak envoient des corps expéditionnaires en Palestine pour y combattre les Israéliens.

### Ampleur

#### Massacres
En fonction des sources et de la définition qu’on donne au terme, entre 10 et 70 massacres se produisirent durant la guerre de 1948,,.
Selon Benny Morris, les Israéliens furent responsables de 24 massacres durant la guerre. Aryeh Yizthaki rapporte 10 massacres majeurs (c’est-à-dire qui firent plus de 50 victimes chacun). Le chercheur palestinien Salman Abu-Sitta en rapporte 33, dont la moitié se produisirent durant la période de guerre civile, c'est-à-dire avant l'intervention des armées arabes dans le conflit. Enfin, Saleh Abdel Jawad liste 68 villages où des actes de tueries sans discrimination de prisonniers et de civils ne présentant aucune menace contre les soldats israéliens furent commis.
Les massacres principaux perpétrés par les Arabes palestiniens et les soldats arabes furent ceux de la raffinerie d’Haïfa quand 39 Juifs furent tués et le massacre de Kfar Etzion où un nombre indéterminé des combattants faits prisonniers furent massacrés par des irréguliers arabes. Le massacre du convoi de l’hôpital Hadassah est souvent cité comme autre exemple de massacre car, bien qu’il visât un convoi de ravitaillement armé, il inclut dans ses 79 victimes de nombreux membres désarmés du personnel médical et des patients,,.
Sur l’ensemble de la guerre « les troupes du Yichouv assassinèrent probablement plus de 800 civils et prisonniers de guerre arabes ». La plupart des tueries et des massacres se produisirent lors de la capture de villages durant la période de guerre civile et durant les opérations Dani, Hiram et Yoav. Rosemary Esber rapporte l’affirmation d’Aryeh Yitzhaki, un historien israélien qui fut directeur des archives de Tsahal et qui écrit que « dans presque chaque village conquis (…), les forces sionistes commirent des crimes de guerre tels que des tueries sans discrimination, des massacres et des viols ». Selon Ilan Pappé, dans le contexte de ce qu’il nomme un nettoyage ethnique qui « apporta avec lui des actes atroces de tueries en masse et de boucheries, des milliers de Palestiniens furent impitoyablement et sauvagement tués par des soldats israéliens de toutes conditions, rangs et âges ».
Tant les archives israéliennes que les témoignages palestiniens attestent que des atrocités se produisirent dans de nombreux villages.
Les « pires exemples » furent les massacres de Saliha (70 à 80 morts), de Deir Yassin (environ 120 morts), de Lydda (environ 250 morts), d’al-Dawayima (en) (des centaines de morts) et d’Abou Shousha (70 morts). De son côté, Saleh Abdel Jawad rapporte le témoignage du mukhtar du village d’al-Dawayima selon lequel 455 personnes, dont 170 femmes et enfants furent tués au cours du massacre commis dans son village.
Après des années de controverse, le massacre d'al-Tantoura, a été confirmé en janvier 2022 par des vétérans de la brigade Alexandroni dans un documentaire d'Alon Schwarz. Plus de 200 civils auraient été massacrés après la reddition du village.

#### Attentats à la bombe
Au début de la guerre civile, les milices juives organisèrent plusieurs attentats à la bombe. À la mi-décembre, l’Irgoun commet plusieurs attentats ; le 12, elle fait exploser une voiture piégée en face de la porte de Damas, provoquant la mort de 20 personnes ; d’autres attentats suivent le 13, dont un au cinéma L’Alhambra de Jaffa. Le 4 janvier, le Lehi fit exploser un camion devant l’hôtel de ville de Jaffa abritant le quartier général d'al-Najjada, tuant 15 personnes et en blessant 80 dont 20 gravement,,. La nuit du 6 au 7 janvier, à Qatamon dans la banlieue de Jérusalem, la Haganah fit exploser l’hôtel Semiramis dont ses services de renseignement avaient signalé qu’il abritait des miliciens arabes ; 24 personnes sont tuées. Le 7 janvier, à Jérusalem, des membres de l’Irgoun lancèrent une bombe à un arrêt de bus, tuant 17 personnes. Le 18 février, une bombe de l’Irgoun explosa dans le marché de Ramla, provoquant la mort de 7 personnes et en blessant 45. Le 28 février, le Palmach, troupe d'élite de la Haganah, commit un attentat à la voiture piégée dans un garage arabe à Haïfa, faisant 30 morts et 70 blessés dans le camp arabe.
Le 22 février 1948, des hommes d’Abd al-Kader al-Husseini organisèrent avec l’aide de déserteurs britanniques trois attaques contre des Juifs . Des voitures piégées explosèrent devant les bureaux du Palestine Post, dans le marché de la rue Ben Yehuda et dans l’arrière-cour des bureaux de l’Agence juive. Ils firent respectivement 22, 53 et 13 victimes juives,.
Pendant les premiers mois de 1948, la ligne de chemin de fer entre Le Caire et Haïfa fut souvent prise pour cible. Le 31 mars, elle fut minée près de Binyamina, une implantation juive au voisinage de Césarée. L’explosion tua 40 personnes et en blessa 60. Les pertes furent toutes civiles, principalement arabes bien qu’il y eut quelques soldats dans le train qui ne furent pas blessés. Le Palestine Post et le New York Times attribuèrent les attaques au Lehi,.

### Causes
Benny Morris considère que les tueries et les massacres qui se produisirent lors de la guerre sont un événement qui accompagne toujours les guerres dans des circonstances analogues.
Pendant la guerre civile, la Haganah avait reçu l’ordre d’éviter toute action à l’encontre des femmes et des enfants mais l’Irgoun et le Lehi ne pratiquèrent quant à eux aucune discrimination. De l’autre côté, les « milices arabes palestiniennes ciblaient souvent délibérément les civils ». Du fait que les Britanniques ne s’étaient pas encore retirés, les deux camps ne purent pas établir des camps de prisonniers et en conséquence, n’en firent pas.
Pendant la guerre régulière, après le 15 mai 1948, les armées combattantes furent plus ou moins disciplinées et les « tueries de civils ou de prisonniers de guerre stoppèrent quasiment, à l’exception d’une série d’atrocités commises par les troupes de l’armée israélienne ».
Le 13 mai 1948, deux jours avant la fin du mandat britannique, la Légion arabe n'empêcha pas des milices de massacrer des prisonniers juifs à la suite de la chute de Kfar Etzion.
Selon Benny Morris, en dépit de leur rhétorique, les armées arabes perpétrèrent peu d’atrocités et aucun massacre de prisonniers à grande échelle bien qu’ils eurent l’occasion de le faire quand ils prirent la Vieille Ville de Jérusalem ou les implantations d’Atarot (en), Neve Yaakov, Nitzanim, Gezer (en) et Mishmar-Hayarden. Au contraire d’ailleurs, le 28 mai, quand les combattants et les habitants de la Vieille Ville se rendirent et tandis qu’ils craignaient pour leur vie, les soldats de la Légion arabe les protégèrent de la foule et abattirent des émeutiers arabes pour éviter des débordements.
En ce qui concerne les massacres perpétrés par l’armée israélienne à la fin de la guerre et particulièrement durant l’Opération Hiram au cours de laquelle une dizaine de massacres se produisirent, un manque de discipline ne peut pas expliquer les événements. Yoav Gelber souligne « les sentiments durs [des soldats] à l’encontre des Palestiniens » et le fait que ces derniers n’avaient pas fui comme lors des opérations précédentes. Benny Morris pense que les massacres furent motivés par un sentiment de « vengeance générale et un désir des commandants locaux de précipiter l’exode des Palestiniens ».
Pour expliquer la différence dans le nombre de tueries et de massacres de part et d’autre, Benny Morris souligne que « ce fut probablement dû aux circonstances qui ont fait que les Israéliens, victorieux, capturèrent près de 400 villages et villes arabes entre avril et novembre 1948 tandis que les Arabes palestiniens et l’Armée de libération arabe échouèrent dans la prise de quelques implantations et que les armées arabes qui envahirent à la mi-mai capturèrent moins d’une demi-douzaine d’implantations juives ». Il considère aussi que les belligérants se comportèrent relativement bien et que la « [guerre] de 1948 est notable pour le relativement faible nombre de victimes civiles tant à la suite des batailles elles-mêmes qu'à la suite des atrocités qui les accompagnèrent [en comparaison, par exemple,] avec la Guerre de Yougoslavie des années 1990 ou les Guerres civiles soudanaises des 50 dernières années ».

### Conséquences
Selon les historiens, qu’ils soient délibérés ou non, les massacres eurent une influence importante sur l’exode de la population arabe palestinienne au cours de la guerre par la terreur qu’ils suscitèrent dans cette dernière, souvent livrée à elle-même, faute de structures dirigeantes et sujette à la propagande adverse.
Le massacre de Deir Yassin participa également fortement à la décision des États arabes d’intervenir contre Israël le 15 mai alors que ceux-ci n’en avaient pas la ferme intention. Le chef de la Ligue arabe, Abdul Rahman Hassan Azzam déclara que « le massacre de Deir Yassin fut pour une grande part la cause de l’indignation des nations arabes et le facteur le plus important pour l’envoi des armées arabes ».

## Évolutions historiographiques

### Avertissements et menaces arabes

#### À l'encontre des Juifs de Palestine
Après le vote du plan de partage, certains dirigeants arabes menacèrent la population juive, invoquant « de jeter les Juifs à la mer » ou de débarrasser la Palestine « du fléau sioniste ».
Selon l’historiographie israélienne traditionnelle, ces propos reflétaient les intentions arabes,. Bien que Benny Morris considère l’image à donner aux intentions arabes comme plus complexe, notamment parce qu’ils étaient bien conscients qu’ils ne pourraient vaincre les Juifs, il souligne que le Yichouv était menacé d’extermination et craignait ce qui se passerait si les Arabes venaient à gagner. Yoav Gelber voit néanmoins ces déclarations publiques comme « sans signification » et considère que « les actions [de leurs armées] impliquent que les objectifs de l’invasion arabe étaient limités et focalisés sur le sauvetage des Arabes de Palestine d’une domination juive totale. ».

#### À l'encontre des Juifs d'en dehors de Palestine
Dans le contexte du vote du plan de partage, les populations juives des pays arabes en dehors de Palestine furent également menacées. Le 14 novembre 1947, le délégué égyptien aux Nations unies déclara que « la solution proposée pourrait mettre en danger un million de Juifs vivant dans les pays musulmans. Le partage de la Palestine pourrait créer dans ces pays un antisémitisme encore plus difficile à déraciner que l’antisémitisme que les Alliés essayèrent d’éradiquer en Allemagne ». Dans les faits, la déclaration de partition servit de prétexte à un pogrom à Aden où le 2 décembre 1947, 82 Juifs furent massacrés.
Dans son édition du 16 mai 1948, le New York Times rapporta un mémorandum du Congrès juif mondial exprimant ses craintes relatives à cette situation dans un article intitulé : « Jews in grave danger in all Moslem lands: Nine hundred thousand in Africa and Asia face the wrath of their foes ». Au Caire en Égypte, entre juin et novembre 1948, plusieurs attentats à la bombe eurent lieu. Certains suivaient les attaques aériennes de la ville par l’armée israélienne et causèrent la mort d’une centaine de Juifs.

### «Pureté des armes»
Au cours du conflit entre Juifs et Arabes en Palestine avant la guerre, le concept de « Pureté des armes » était utilisé pour distinguer les attitudes respectives de l’Irgoun , du Lehi et de la Haganah à l’encontre des Arabes, la Haganah se vantant de leur adhésion au principe. De manière générale, le précepte requiert que les « armes restent pures [et qu’]elles ne soient utilisées que pour l’auto-défense et [jamais] contre des civils innocents ou des gens sans défense ». Toutefois, s’il était « une valeur centrale dans l’éducation », il resta « plutôt vague et intentionnellement flou » au niveau pratique.
En 1946, à une conférence tenue entre lui et les chefs de la Haganah, Ben Gourion prophétisa la confrontation avec les Arabes de Palestine et les États arabes. En ce qui concerne le concept de « Pureté des armes », il souligna que : « la fin ne justifie pas les moyens. Notre guerre est basée sur des principes moraux » et durant la guerre de 1948, le Mapam, le parti politique qui était la structure politique du Palmach, demanda « une observation stricte du [principe] juif de la « Pureté des armes » pour garantir le caractère moral de la guerre ».
Selon Avi Shlaim, la « Pureté des armes » est un des points clés du « récit conventionnel sioniste ou de la vieille histoire » dont la « version populaire-héroïque-moralisatrice de la guerre de 1948 » est « enseignée dans les écoles israéliennes et utilisée intensivement à l’étranger dans sa quête de légitimité ». Benny Morris ajoute qu’« après la guerre, les Israéliens essayèrent de mettre en avant la « Pureté des armes » de ses miliciens d'avant mai 1948 et de ses soldats après l'indépendance, en contraste avec la barbarie arabe, qui à l’occasion s’exprima dans la mutilation de corps de juifs capturés ». Selon lui, « elle renforça l’image auto-gratifiante des Israéliens et les aida à « vendre » le nouvel État à l’étranger et diabolisa l’ennemi ».
Dans les faits, les massacres et attentats commis par les Juifs palestiniens, en particulier par l’Irgoun et le Lehi, puis ceux commis par les soldats israéliens remet en cause l’application sur le terrain de la « Pureté des armes ». Ilan Pappé et plusieurs historiens palestiniens estiment même que les massacres furent commandités, de manière à provoquer la panique dans la population arabe et son exode.
L’historiographie israélienne a voulu attribuer la responsabilité des massacres aux groupes extrémistes de la droite israélienne uniquement. David Ben Gourion fut également critiqué par les membres du Mapam, parti marxiste de gauche très influent en 1948, pour l’exode de la population arabe dont ils rejetaient la responsabilité morale. L’historien Yoav Gelber souligne que David Ben Gourion leur rappela les événements de Lydda et Ramle, où 250 Arabes furent massacrés, et le fait que c’étaient des officiers du Palmach, le groupe paramilitaire associé au Mapam, qui furent responsables de l’« outrage qui avait encouragé la fuite des arabes, [ce qui] mit le parti mal à l’aise ».

### Événements d'al-Tantoura
Durant la nuit du 22 au 23 mai 1948, les hommes de la brigade Alexandroni prirent d’assaut le village d’al-Tantoura. Les combats se soldèrent par la mort de plusieurs dizaines de combattants arabes et de 14 soldats israéliens. Il existe une controverse sur les événements qui suivirent.
Ilan Pappé considère que les témoignages des anciens soldats de la brigade Alexandroni ainsi que ceux des réfugiés palestiniens prouvent qu’au moins 200 villageois non armés furent tués. Selon ses analyses, les exécutions furent perpétrées par revanche pour les victimes de tirs de snipers palestiniens après la bataille, et plus tard quand certains habitants, accusés de cacher des armes, furent abattus. Selon les analyses de Yoav Gelber, le décompte entre le nombre d’habitants avant l’assaut et celui des réfugiés, des prisonniers de guerre et des victimes des combats, ne laisse aucune personne manquante ; ce qui lui fait conclure à l’absence de massacre. L’analyse de Benny Morris conclut que la documentation et les interviews réalisés auprès de témoins ne prouvent pas qu’un massacre s’est produit mais que l’hypothèse ne peut pas être rejetée pour autant.

### Historiographie palestinienne
Nadine Picaudou a étudié l’évolution de l’historiographie palestinienne de la guerre de 1948. Elle avance que le massacre de Deir Yassin est longtemps resté le seul discuté, « comme s’il suffisait pour résumer la tragédie des victimes palestiniennes ». Elle pense que durant la période pour laquelle « la mémoire collective se mobilisait autour du nationalisme palestinien, un événement exemplaire suffisait pour exprimer la tragédie ». En référence à l’étude publié en 2007 par Saleh Abdel Jawad, Zionist Massacres: the Creation of the Palestinian Refugee Problem in the 1948 War, elle écrit que les massacres n’intéressèrent les historiens palestiniens que relativement tard mais que quand les « Palestiniens commencèrent à écrire leur histoire, la problématique des massacres devint inévitablement un des facteurs prépondérants dans l’étude de l’exode de masse ».
Nadine Picaudou souligne également que « l’historiographie palestinienne ne retient que le paradigme de la Nakba, qui attribue aux Palestiniens le statut de victimes passives des politiques israéliennes, comme [illustré] par l’attention limitée accordée par les chercheurs aux batailles de 1947-48 ».

### «Batailles» ou «massacres»?
Dans le contexte de la guerre de 1948, plusieurs historiens ont souligné la nuance, parfois de manière polémique, qui peut exister entre une « bataille » et un « massacre ».

#### Massacre de Deir Yassin
En 1948, le village de Deir Yassin se situe dans les faubourgs de Jérusalem. Il ne présente néanmoins pas d’importance stratégique et ses habitants n’ont fait preuve d’aucune hostilité, au contraire. Le 9 avril, environ 120 hommes de l’Irgoun et du Lehi attaquent pourtant le village dans le contexte de l’Opération Nahshon. Les habitants opposent une résistance inattendue à l’attaque. Les assaillants souffrent de lourdes pertes et des civils sont tués dans les échanges de tirs. Les miliciens prennent ensuite les habitations une à une, les nettoyant souvent à la grenade et des civils désarmés sont abattus à vue. Après les combats, quelques villageois sont exécutés après avoir été exhibés dans les rues de Jérusalem. Un groupe de prisonniers sont abattus dans une carrière des environs et d’autres à Sheikh Bader. Sur les 100 à 120 victimes des combats, environ 70 % sont des civils,,.
En 2007, Uri Milstein a publié un livre controversé « Blood Libel at Deir Yassin (en) » dans lequel il souligne que les événements de Deir Yassin furent avant tout le résultat d’une bataille et non un massacre. Toutefois, il va plus loin et nie également la réalité des atrocités qui suivirent la prise du village et qui sont prises comme exemple par les autres historiens pour décrire le massacre. Nadine Picadou nuance également les mêmes événements et considère que dans l’historiographe palestinienne « le massacre de Deir Yassin a éclipsé la bataille de Deir Yassin ». Benny Morris, quant à lui, considère que la prise du village, insignifiante sur le plan militaire, peut difficilement être qualifiée de « bataille ».

#### Massacre de Kfar Etzion
Le massacre de Kfar Etzion eut lieu le 13 mai 1948, durant la guerre de Palestine quand le Goush Etzion, un bloc de 4 colonies juives situé à mi-chemin entre Jérusalem et Hébron fut pris par la Légion arabe transjordanienne et des irréguliers arabes palestiniens. Sur les 131 personnes présentes, 127 parmi lesquelles 21 femmes sont tuées dans les combats ou massacrées après s'être rendues. Deux tiers étaient des habitants du village, le dernier tiers étaient des soldats de la Haganah et du Palmach. Les 3 autres implantations se rendent sur ces entrefaites et l'ensemble est ensuite pillé et rasé,.

#### Massacre du mont Scopus
En 1948, l’hôpital Hadassah est situé dans l’enclave du Mont Scopus à Jérusalem d’où il domine plusieurs quartiers arabes. Le 13 avril, un convoi devant permettre le transport de personnel et de quelques blessés mais également de renforts et de munitions rejoint l’enclave. Il est protégé par l’emblème de la Magen David Adom, reconnu par la Croix-Rouge, et par des soldats armés et des véhicules blindés. Les Arabes sont informés par un soldat australien que le convoi aurait pour mission de renforcer la position pour permettre à la Haganah d’attaquer et de couper la route de Ramallah. Plusieurs centaines de combattants arabes parviennent à immobiliser des véhicules et bloquent le convoi. Les autorités britanniques tardent à intervenir et les occupants ne sont secourus qu’après plusieurs heures de combats au terme desquels on dénombre 79 morts. À la suite des événements, Jacques de Reynier exige que tous les convois soient placés sous protection de la Croix-Rouge et désarmés, ce qui se fera ensuite, et que l’enclave soit démilitarisée, ce que les autorités sionistes refusent.
Bien que l’ensemble des événements sont généralement vus comme un massacre, Benny Morris considère qu’il s’agit plutôt d’une bataille étant donné que l’opération arabe était militaire et visait un convoi de ravitaillement armé. Il souligne toutefois la mort massive de membres du personnel médical non armés.

#### Massacre de Lydda
En juillet 1948, les Israéliens lancent l’opération Dani dont le but est la conquête des villes de Lydda et Ramle. La première attaque contre Lydda se produit l’après-midi du 11 juillet quand une colonne de véhicules blindés et de jeeps du 89e bataillon traverse la ville en « mitraillant tout ce qui bouge ». « Des douzaines d’arabes (peut-être pas moins de 200) » sont tués. Selon Benny Morris, la description de ce raid par un des soldats « combine les éléments d’une bataille et d’un massacre ».
Plus tard, les troupes israéliennes entrent et prennent position dans le centre-ville. La seule résistance vient du fort de police tenu par « un petit contingent de légionnaires et d’irréguliers. » Des centres de détention sont mis sur pied dans les mosquées et les églises pour les mâles adultes et entre 300 et 400 soldats israéliens prennent garnison dans la ville. Le matin du 12 juillet, la situation est calme mais vers 11 h 30, un incident se produit. Deux ou trois véhicules blindés israéliens entrent dans la ville et des échanges de tirs se produisent. Les escarmouches font penser aux habitants que la Légion arabe contre-attaque et probablement quelques douzaines de snipers tirent sur les occupants. Les soldats israéliens se sentent menacés et vulnérables parce qu’ils sont isolés parmi des milliers de citadins hostiles et sont « en colère parce qu’ils considèrent que la ville s’est rendue ». « On leur ordonne de tirer sur toute cible visible » (ou sur « quiconque aperçu dans les rues »). Les habitants arabes de leur côté paniquent et beaucoup, qui se ruent à l’extérieur de leurs maisons, sont abattus.
Il existe une controverse entre historiens pour ce qui concerne les événements qui suivent. Selon Benny Morris, des prisonniers qui tentent de s’évader de la mosquée Dahaimash, sans doute par crainte d’être massacrés, sont abattus en masse. L’historiographie palestinienne décrit les événements différemment. Selon elle, ce sont des civils qui se sont réfugiés dans la mosquée, pensant que les Israéliens n’oseraient pas profaner le sanctuaire. Mais les Israéliens tuent 176 personnes qui s’y trouvaient. Alon Kadish et Avraham Sela écrivent qu’il y a une confusion entre deux mosquées. Selon eux, les détenus sont seulement rassemblés dans la grande mosquée, où aucun incident ne se produit tandis que c’est un groupe de 50 à 60 Arabes armés qui se sont barricadés dans la mosquée Dahaimash. La prise du bâtiment se solde par la mort de 30 miliciens et civils, dont des vieillards, des femmes et des enfants.
Les morts du 12 juillet sont vus dans le monde arabe et par plusieurs historiens comme résultant d’un massacre. Walid Khalidi parle d’une « orgie de tuerie sans discrimination ». Benny Morris écrit que « des Palmachniks nerveux massacrent des détenus dans le complexe de la mosquée ». Selon Yoav Gelber, ce fut un « massacre plus sanglant que Deir Yassin ». Alon Kadish et Avraham Sela écrivent que ce fut « une bataille intense où la démarcation entre civils, combattants irréguliers et unités de l’armée régulière n’existait pas ».

#### Les deux massacres de Houla
Deux massacres sont commis par l'armée israélienne à Houla au Liban : elle pénètre dans le village sans résistance le 24 octobre, les enfants et les femmes sont expulsés, et les hommes âgés de 15 à 60 ans sont rassemblés dans une maison. Le 1er novembre, la maison est dynamitée alors que les prisonniers se trouvaient encore à l'intérieur. Cet événement est connu sous le nom de Massacre de Houla (en), dans lequel périssent plus de 80 civils âgés de 15 à 60 ans.
Un deuxième massacre a lieu une semaine après, où en deux jours, 33 des 60 vieillards qui n’avaient pas fui le village sont massacrés par les soldats de l’armée israélienne commandés par Shmouel Lahis. Condamné à sept ans de prison, sa peine est réduite à un an en appel, il est finalement amnistié ; à la fin des années 1970, il est nommé directeur général de l’Agence juive.